# Coup de poing
 (février 2024).
Le coup de poing (anglais : punch) est une attaque avec le poing (la main fermée). Dans la plupart des boxes, seule la frappe avec l’avant du poing (tête des métacarpiens et 1res phalanges) est autorisée. Pour certains sports de combat et arts martiaux d’autres surfaces du poing sont utilisables (dos, paume, « marteau » de la main…). C’est quelquefois le cas pour le combat libre.

## Typologie
En pratique, on trouve : le coup direct, le coup circulaire, le coup remontant, et le coup descendant.
Pour utiliser les techniques de poing, il existe deux formes principales de trajectoire (rectiligne et curviligne), une seule surface de coup (l’avant du poing, notamment pour la plupart des boxes sportives et arts martiaux sportifs). Trois modes de frappe usuels sont répertoriées : les frappes rectilignes notamment le direct et le rising-punch (uppercut et direct court), les frappes circulaires notamment le crochet et l’overhand, et les frappes circulaires inversées notamment le back-fist et le coup de poing retourné. Ces frappes peuvent se réaliser dans différents plans : horizontal, oblique remontant, oblique descendant et vertical. Elles peuvent se combiner entre elles (utiliser différentes trajectoires et plans de frappe avec des orientations de corps multiples) et ainsi réaliser des formes « hybrides » (cela à l’infini). Parmi les techniques « mixtes » plus connus en boxe anglaise, c’est-à-dire à mi-chemin entre deux techniques, on a : le coup de poing semi-circulaire, le semi-crochet et le semi-uppercut.

## Techniques en boxes pieds-poings
Exemples en boxe birmane et kick-boxing.

### Coups de poing usuels
- Direct ou Straight-punch en anglais : coup de poing direct. Il est de forme pistonnée, fouettée ou balancée-jetée. Nuances : le jab est un direct à petite course notamment du bras avant. Le lead à contrario est un direct à grande course puissant et lourd. Le direct du bras arrière est appelé  cross  en anglais.
- On trouve également le direct court utilisé au corps à corps qui se rapproche d’un uppercut (rising-punch) donné dans le plan horizontal.
- Crochet ou hook (hook-punch) en anglais : coup de poing circulaire (crocheté). Il existe d'autres formes de coups circulaires : le swing (appelé également stick-punch) et le half-swing.
- Coup de poing remontant : coup de poing remontant (Undercut ou Rising Punch). Il est classifié dans la catégorie des coups circulaires. Mais sa trajectoire peut être rectiligne.

### Coups de poing moins usuels
- Overhand ou overcut (appelé drop en France).
- Le coup de poing en contre croisé se présente comme un contre qui croise le bras de l'adversaire. Pour cela, la technique la plus souvent utilisée est le direct ou le overhand.
- Le coup de poing de revers (autorisé chez les professionnels mais pas dans tous les pays) : coup de poing de revers (appelé également « reverse » en anglais).
- Le coup de poing retourné (autorisé chez les professionnels mais pas dans tous les pays) : coup de poing de revers retourné (dit « balancé »).

## Galerie

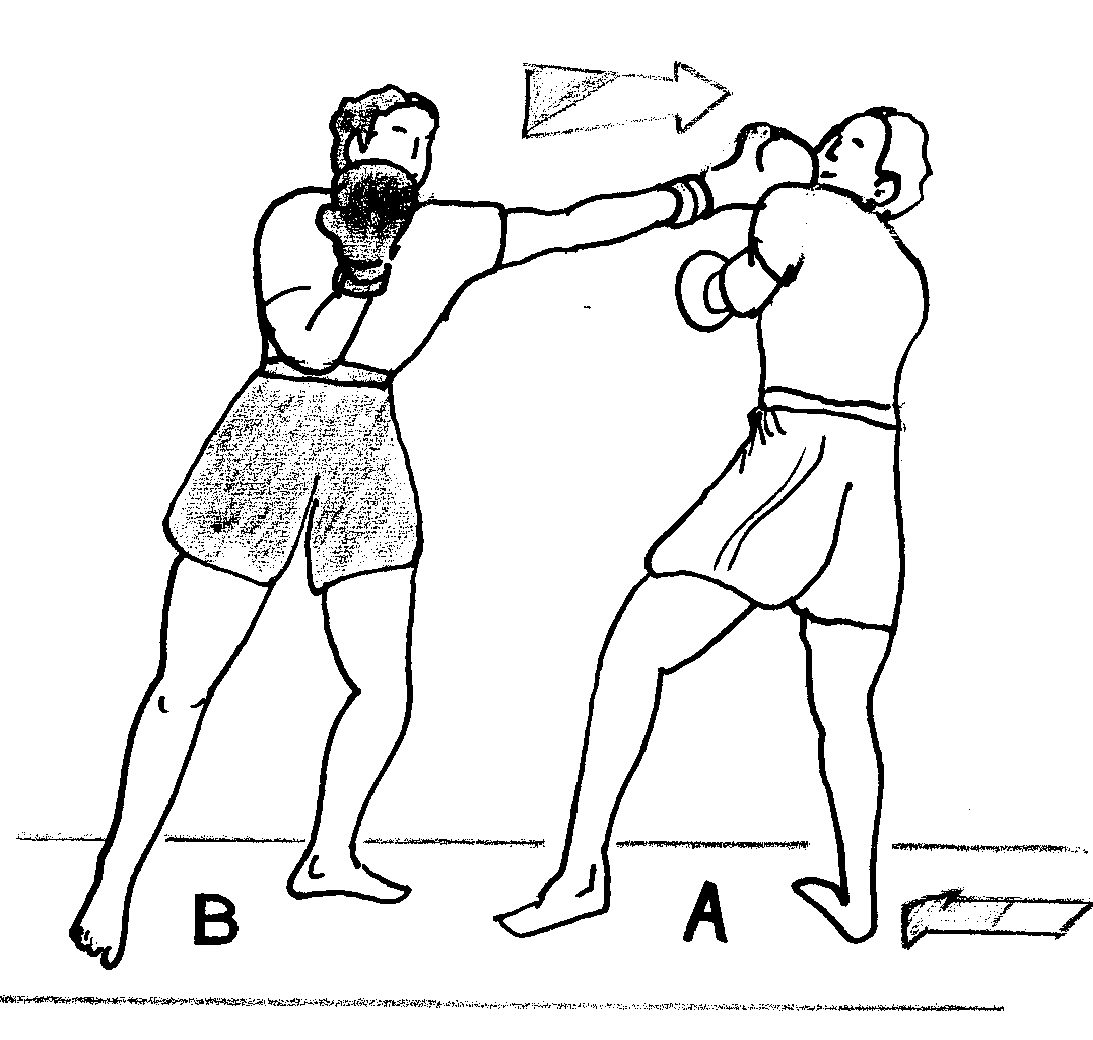
Jab (direct du bras avant).
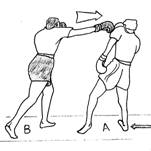
Cross (direct long du bras arrière).
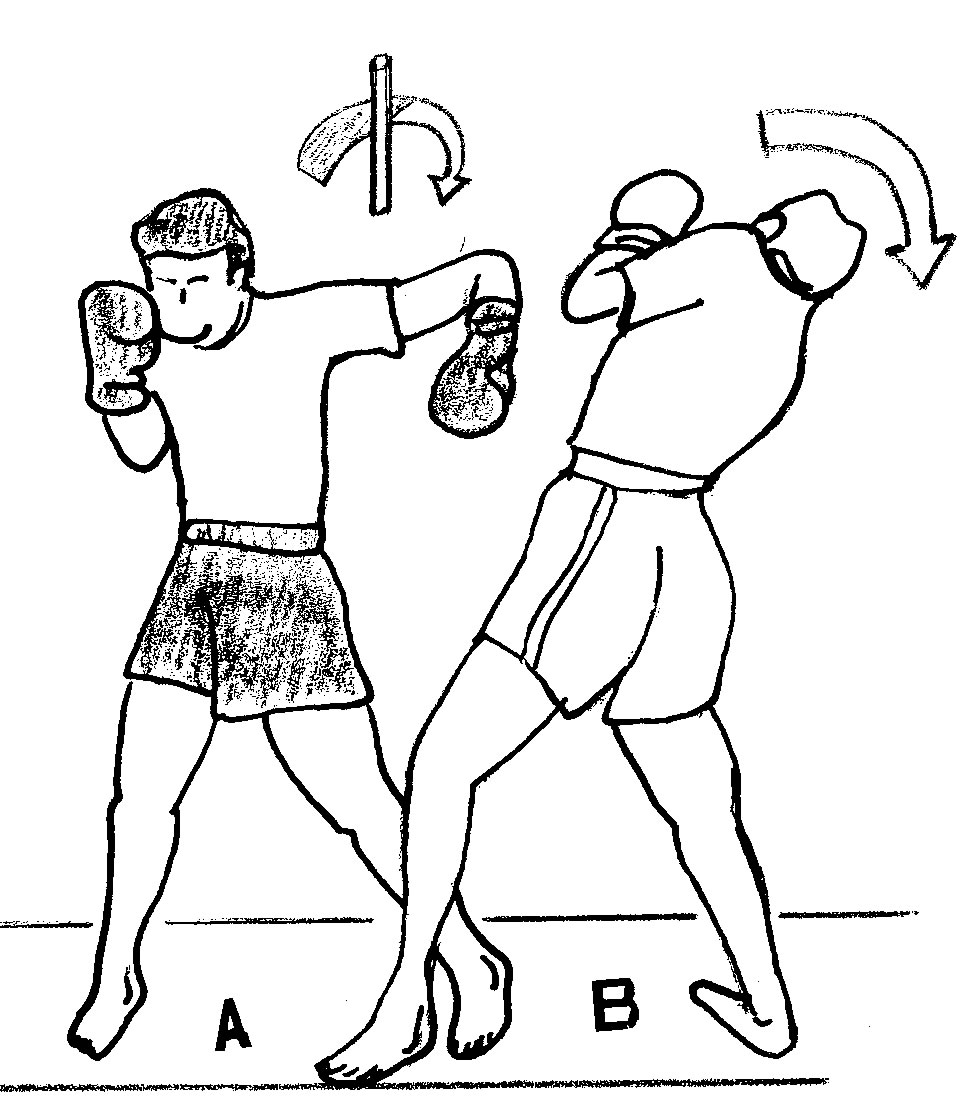
Crochet du bras avant.
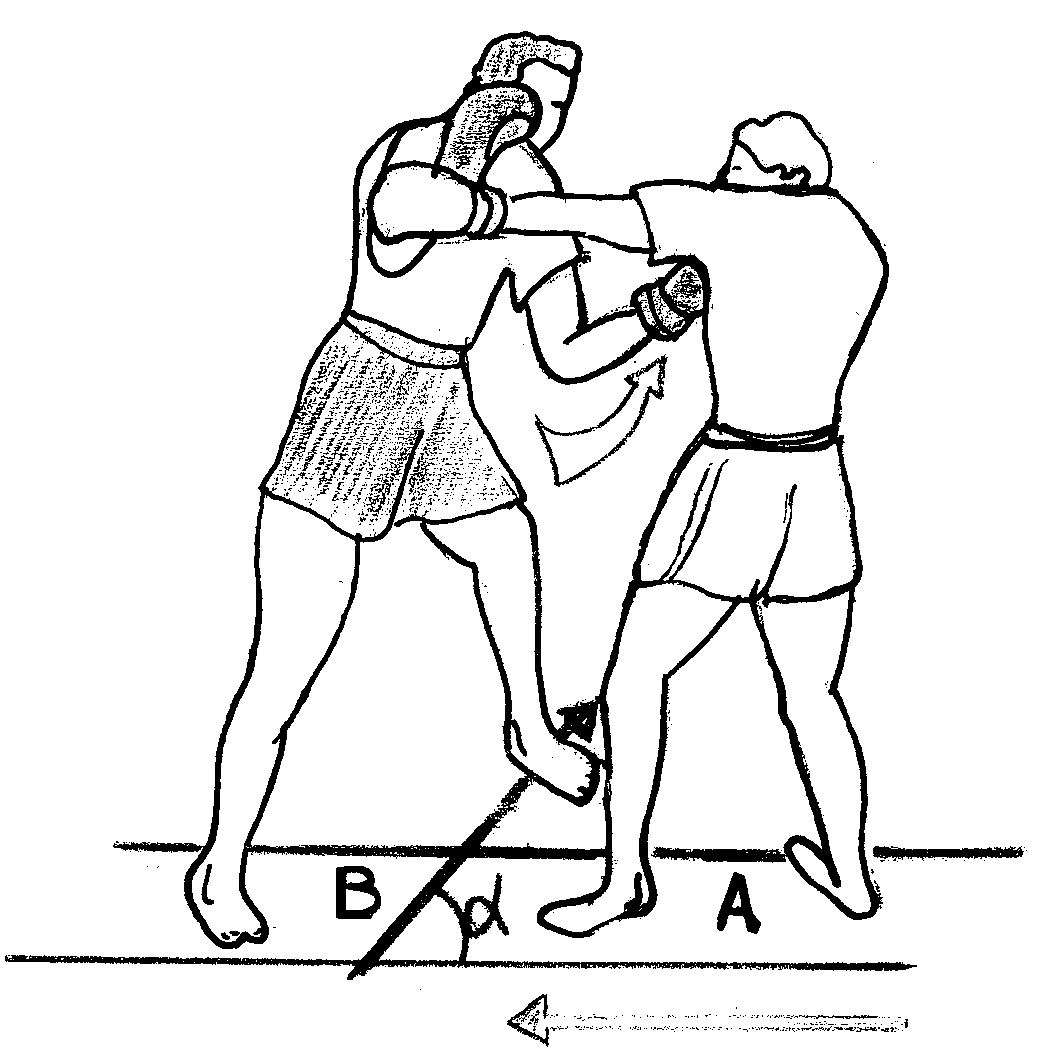
Uppercut, ici en coup de contre.
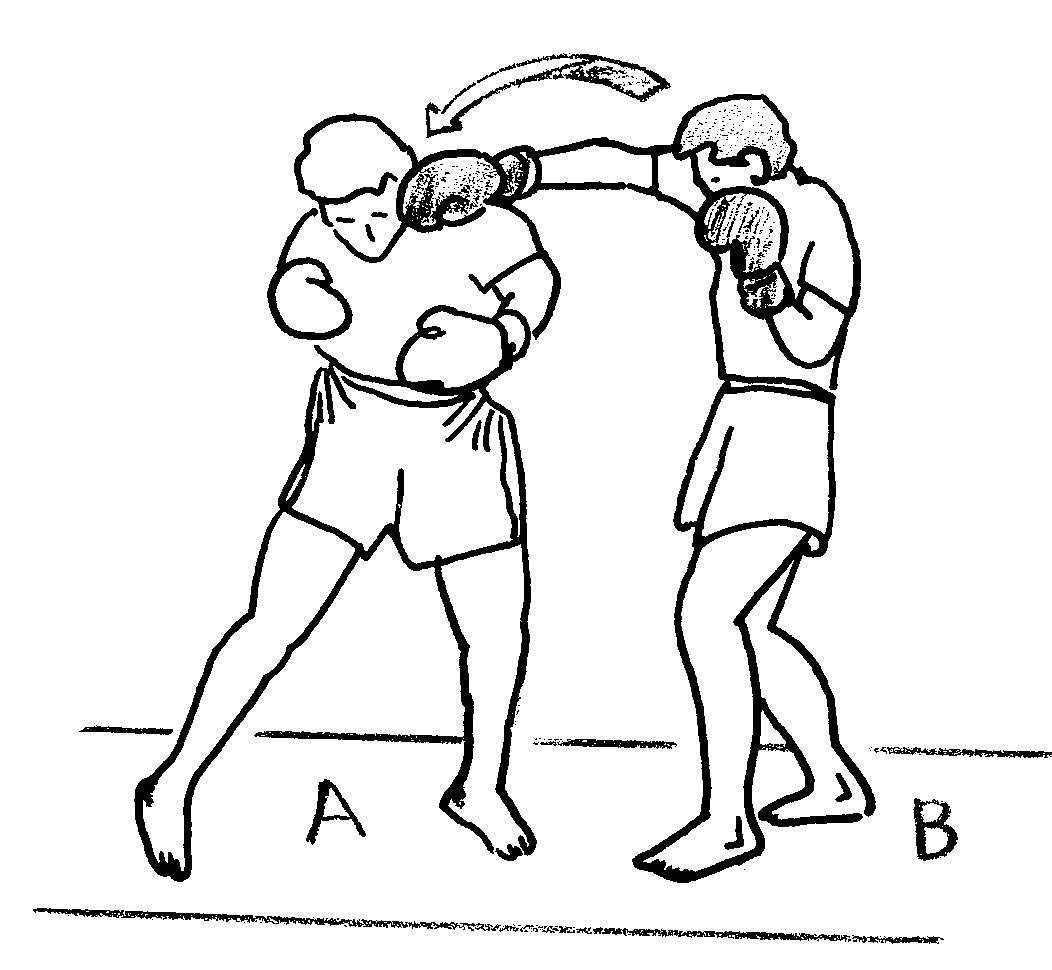
Overhand (drop).
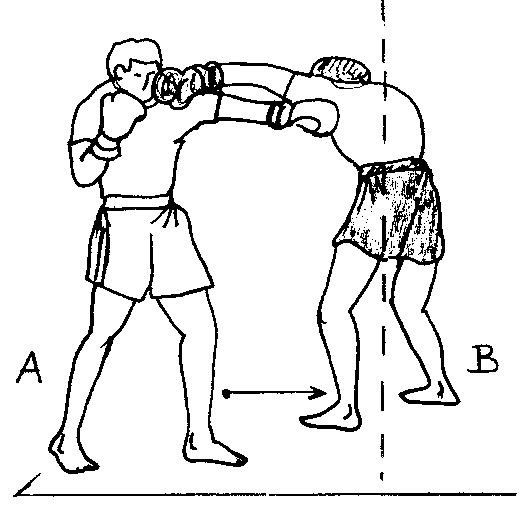
Cross-counter.
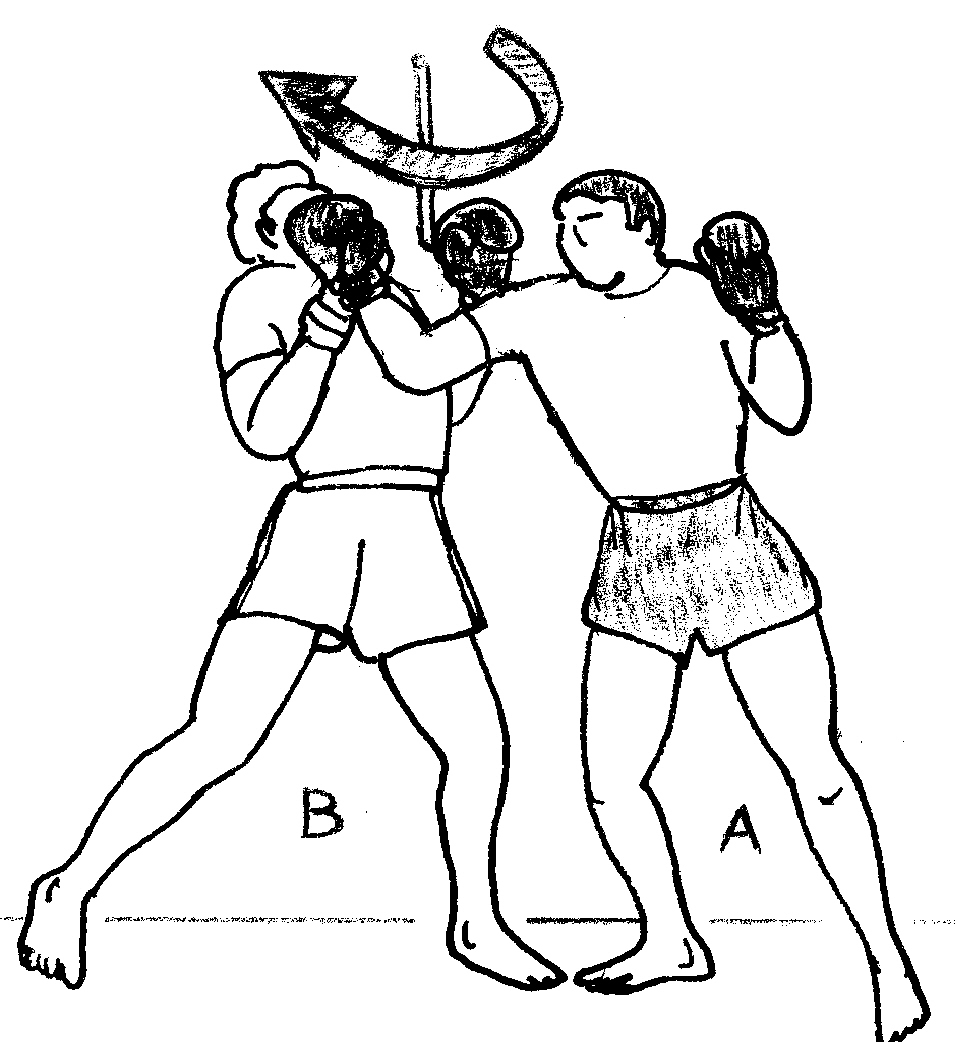
Back-fist.
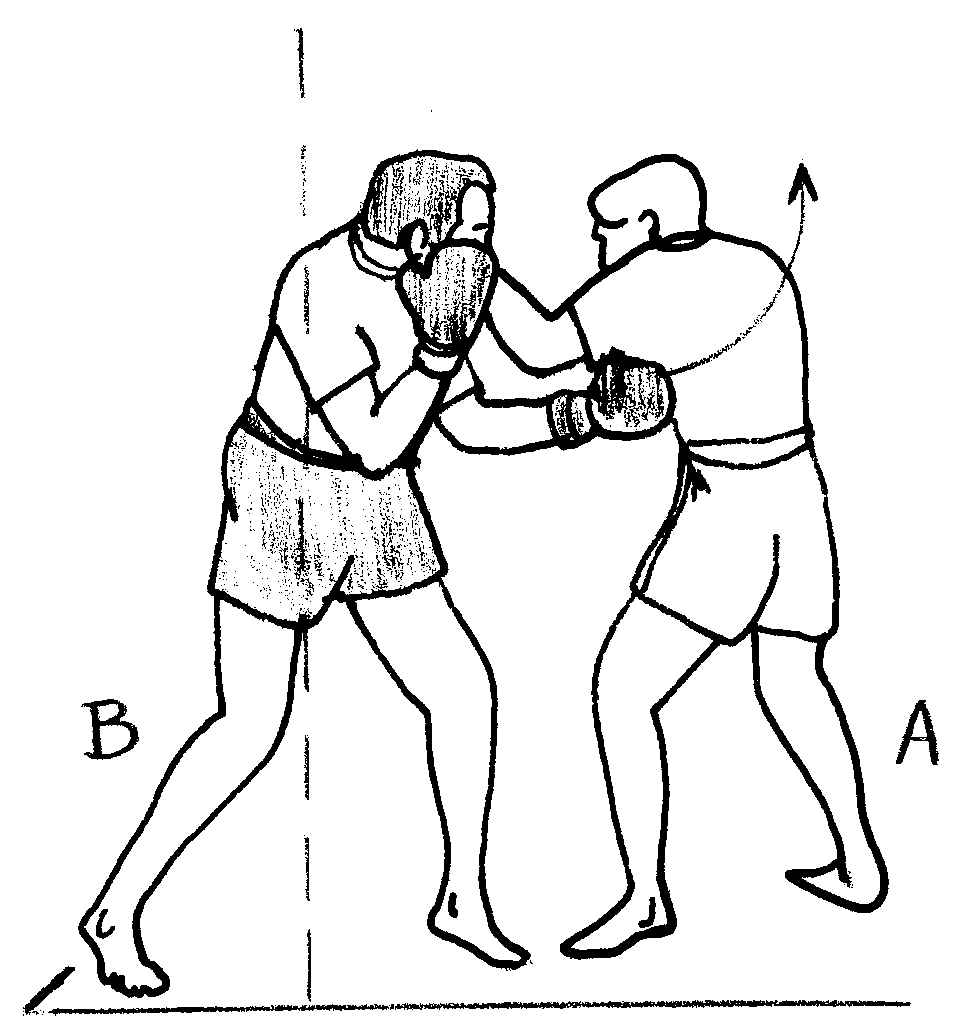
Direct court.